# Псебай
Псебай (на руски: Псебай) е селище от градски тип в Русия, разположено в Мостовски район, Краснодарски край. Населението му през 2010 година е 10 836 души.

## Население
Населението на града през 2010 година е 10 836 души. През 2002 година населението на града е 11 031 души, от тях:
- 10 430 (94,6 %) – руснаци
- 228 (2,1 %) – украинци
- 43 (0,4 %) – германци
- 39 (0,4 %) – беларуси
- 38 (0,3 %) – арменци
- 33 (0,3 %) – татари
- 28 (0,3 %) – грузинци
- 23 (0,2 %) – гърци
- 16 (0,1 %) – адигейци
- 11 (0,1 %) – азербайджанци
- 2 – турци